# Futbol'nyj Klub Lokomotiv Kaluga
Il Lokomotiv Kaluga, ufficialmente Futbol'nyj Klub Lokomotiv Kaluga' (in russo Футбольный клуб Локомотив Калуга?) è una società calcistica russa con sede a Kaluga.

## Storia

### Unione Sovietica
Fondata nel 1936, ha partecipato al campionato sovietico di calcio solo dal 1965, partendo dalla Klass B, all'epoca terza serie avuto la possibilità di giocare nella Klass B, all'epoca seconda serie. L'anno successivo, però, vinse sia il proprio girone, sia quello di semifinale, sia le finali russe, ottenendo l'accesso alla seconda serie.
Vi rimase per tre anni, fino al 1969, quando anche a causa della riforma dei campionati retrocesse in terza serie. Vi rimase fino al 1982 quando scomparve dai campionati.

### Russia
Con la fine dell'Unione Sovietica e la nascita del campionato russo di calcio, riuscì a tornare tra i professionisti solo nel 1997, quando si iscrisse alla Tret'ja Liga, quarta serie del campionato. L'anno seguente la categoria fu chiusa e la squadra fu iscritta alla Vtoroj divizion.
Vi rimase fino al 2006, stagione al termine della quale il club rinunciò al professionismo, ritornando tra i dilettanti.

## Palmarès
- Vtoraja Liga: 1

1966 (zona russa)

## Statistiche e record

### Partecipazione ai campionati

#### Unione Sovietica
| Livello | Categoria        | Partecipazioni | Debutto | Ultima stagione | Totale |
| ------- | ---------------- | -------------- | ------- | --------------- | ------ |
| 2º      | Vtoraja Gruppa A | 3              | 1967    | 1969            | 3      |
| 3º      | Klass B          | 2              | 1965    | 1966            | 15     |
| 3º      | Vtoraja Gruppa A | 1              | 1970    | 1970            | 15     |
| 3º      | Vtoraja Liga     | 12             | 1971    | 1982            | 15     |

#### Russia
| Livello | Categoria       | Partecipazioni | Debutto | Ultima stagione | Totale |
| ------- | --------------- | -------------- | ------- | --------------- | ------ |
| 3º      | Vtoroj divizion | 9              | 1998    | 2006            | 9      |
| 4º      | Tret'ja Liga    | 1              | 1997    | 1997            | 1      |